# كورصة (فلم)
كورصة هو فيلم كوميدي مغربي صدر سنة 2018، من إخراج عبد الله فركوس، وتأليف حسن لطفي، وبطولة كل من عبد الله فركوس، بشرى أهريش، ربيع القاطي، فضيلة بن موسى، وعدنان موحجة. عُرض الفيلم بالقاعات السينمائية المغربية بتاريخ 28 مارس 2018. تدور أحداث الفيلم حول سائق سيارة نقل أموات يُكلف بمهمة نقل جثمان رجل أعمال ثري من مراكش إلى تطوان، ويخوض العديد من المغامرات في طريق سفره الطويل.

## القصة
تدور قصة الفيلم حول المعطي (عبد اللّٰه فركوس) الذي يتوفر على سيارة لنقل الأموات، يكلَف بنقل جثة رجل ثري من مراكش إلى تطوان، فيصطحب معه زوجته (بشرى أهريش) الحامل في شهرها الأخير في هذه الرحلة الطويلة، والتي يتعرضان خلالها إلى عدة مواقف مضحكة وغريبة.

## طاقم التمثيل
- عبد الله فركوس
- بشرى أهريش
- ربيع القاطي
- فضيلة بن موسى
- عدنان موحجة
- عمر عزوزي
- زينب عبيد
- خلود البطيوي

## وصلات خارجية
- مقالات تستعمل روابط فنية بلا صلة مع ويكي بيانات